# أ كابيلا (لا كرونيا)
بلدية أ كابيلا (بالإسبانية: A Capela)‏، هي إحدى بلديات مقاطعة لا كرونيا إحدى مقاطعات إسبانيا، والتي تقع في منطقة جليقية شمال غرب إسبانيا.
يبلغ عدد سكانها 1.534 نسمة وفقًا لإحصائية سنة (2002).